# Metal Slug
Metal Slug är en spelserie skapad av det japanska företaget SNK. Spelen är av typen "Run 'n gun". Alla spel i serien, förutom Metal Slug: Evolution är plattformsspel i 2D.
Spelen går ut på att ta sig igenom fiendefyllda banor och förlora så få liv som möjligt. Man har vanligtvis 27 liv när spelet börjar.
På vägen kan man hitta nya skjutvapen, samt stridsvagnar och andra fordon.
När man inte är inuti ett fordon så räcker ett skott eller en attack för att bli dödad. Ett undantag är zombie-attacker i Metal Slug 3, som först förvandlar målet till en zombie som sedan kan bli dödad i en andra attack.

## Huvudpersoner
Det finns flera huvudpersoner att spela som. De fyra vanligaste huvudpersonerna är Marco, Tarma, Eri och Fio, men det var inte förrän Metal Slug 6 kom som det blev någon egentlig skillnad emellan dem. Andra huvudpersoner är Ralf och Clark i Metal slug 6, Trevor och Nadia i Metal Slug 4 samt Walter och Tyra i Metal Slug Advance.
I Metal Slug 1 till 4 är General Morden och utomjordingar som kallas Mars People de primära fienderna.

## Kritik
I Göteborgs-Posten fick Metal Slug Anthology kritik för sin långsamma utveckling, och ett relativt lågt betyg. Däremot har det fått betygen 8,3 av Gametrailers, 7,5 av IGN och 8,2 av Gamespot.

## Versioner
Spelen finns i versioner för såväl stationära som bärbara konsoler:

### Stationära konsoler
- Gunforce 2
- Metal Slug 1: Super Vehicle - 001 - Neo-Geo, Neo Geo CD, Sega Saturn, Playstation (1996).
- Metal Slug 2 - Neo-Geo, Neo Geo CD (1998).
- Metal Slug X - Neo-Geo, Playstation (1999).
- Metal Slug 3 - Neo-Geo, Playstation 2, Xbox, Xbox 360 (Live Arcade) (2000).
- Metal Slug 4 - Neo-Geo, Playstation 2, Xbox (2002).
- Metal Slug 5 - Neo-Geo, Playstation 2 (2004).
- Metal Slug 6 - Playstation 2 (2006).
- Metal Slug Evolution - Playstation 2
- Metal Slug Anthology - Wii, Playstation 2 (2007)

Metal Slug 1 inkluderas även i spelsamlingen SNK Arcade Classics Vol. 1 till PSP.

### Bärbara konsoler
Neo-Geo Pocket Color
- Metal Slug: 1st Mission
- Metal Slug: 2nd Mission

Nintendo DS
- Metal Slug 7

Game Boy Advance
- Metal Slug Advance
- Metal Slug 1 Classic Arcade Edition

Playstation Portable
- Metal Slug Anthology (samma som PS2- och Wii-versionerna.)

Mobiltelefon
- Metal Slug Mobile
- Metal Slug Mobile: Impact
- Metal Slug STG